# ファルコン&ウィンター・ソルジャー
『ファルコン&ウィンター・ソルジャー』（The Falcon and the Winter Soldier）は、マルコム・スペルマンによって制作されたアメリカのミニ・テレビ・シリーズ。マーベル・コミックのキャラクター、サム・ウィルソン／ファルコンとバッキー・バーンズ／ウィンター・ソルジャーを原作としている。マーベル・スタジオが制作するマーベル・シネマティック・ユニバース（MCU）の2作目のテレビ・シリーズで、同フランチャイズの映画と連続性を共有し、映画『アベンジャーズ/エンドゲーム』（2019年）の後を舞台にしている。スペルマンが脚本、カリ・スコグランドが監督を務めた。セバスチャン・スタンとアンソニー・マッキーは、映画シリーズのバッキー・バーンズとサム・ウィルソンをそれぞれ再演し、ワイアット・ラッセル、エリン・ケリーマン、ダニー・ラミレス、ジョルジュ・サンピエール、アデペロ・オデュエ、ドン・チードル、ダニエル・ブリュールらが出演している。

## あらすじ
サノスとの最終決戦から半年後、スティーブ・ロジャース / キャプテン・アメリカから盾を受け継いだサム・ウィルソンは、アメリカの象徴であるキャプテン・アメリカを担うという重圧感から、スティーブから託された盾をアメリカに寄贈してしまう。そんなある日、世界各地でテロを行っている集団であるフラッグ・スマッシャーズに対処するべく、サムはスティーブの親友であるバッキー・バーンズとタッグを組み、世界中を飛び回り、二人の能力や忍耐力が試される事となる戦いへと身を投じていく。

## 登場人物・キャスト

### メインキャスト
サム・ウィルソン / ファルコン / キャプテン・アメリカ（3代目）
演 - アンソニー・マッキー、日本語吹替 - 濱野大輝
高性能ウィング・パックを駆使する元落下傘兵にして“アベンジャーズ”の一員。本作では主役として登場する。サノスとの最終決戦後に、親友兼相棒だったスティーブ・ロジャース/キャプテン・アメリカから受け継いだトレードマークの盾を一旦手放すも、カーリ率いるフラッグ・スマッシャーズとの戦いなどを通して、“キャプテン・アメリカ”を正式に襲名する過程が描かれる。
ジェームズ・ブキャナン・"バッキー"・バーンズ / ウィンター・ソルジャー / ホワイトウルフ
演 - セバスチャン・スタン、日本語吹替 - 白石充
第二次世界大戦中に行方不明になり、ヒドラによって同組織の暗殺者“ウィンター・ソルジャー”に改造・洗脳された、スティーブの元相棒にして、子供時代からの親友。本作ではもう一人の主役として登場する。過去の罪の贖罪と社会復帰のためのセラピーに明け暮れていたところ、成り行きで組むことになったサムとの凸凹コンビぶりを披露しながらフラッグ・スマッシャーズとの戦いに身を投じ、その中でウィンター・ソルジャーとしての自分の過去と向き合うこととなる。
シャロン・カーター / パワー・ブローカー
演 - エミリー・ヴァンキャンプ、日本語吹替 - 御沓優子
かつてスティーブの恋人にしてS.H.I.E.L.D.の創設者だったペギー・カーターの姪孫。“S.H.I.E.L.D.”やCIAの元エージェントであったが、“アベンジャーズの内乱”の際にスティーブたちを助けた事により、アメリカ政府から追われる身となって、数年間地下に潜伏することを余儀なくされていた。そして現在では、自らを見捨てた祖国への復讐と世界の支配を胸に、潜伏先の“マドリプール”の裏社会を牛耳る“パワー・ブローカー”として犯罪行為に暗躍しており、自分の下から超人血清を奪って逃亡したフラッグ・スマッシャーズを追うために、再会したサムとバッキーに裏の顔を隠して二人に協力する。
ジョン・ウォーカー / キャプテン・アメリカ（2代目） / U.S.エージェント
演 - ワイアット・ラッセル、日本語吹替 - 鈴木達央
アメリカ政府が新しいキャプテン・アメリカに指名した、アメリカ陸軍の兵士。政府からの指示を受けてフラッグ・スマッシャーズとの戦いに身を投じる。
カーリ・モーゲンソウ
演 - エリン・ケリーマン、日本語吹替 - 神戸光歩
本作のメインヴィランである、テロリスト集団“フラッグ・スマッシャーズ”のリーダー。冷遇されている難民を救済し、“ザ・ブリップ”の頃の世界を取り戻すべく世界各地でテロ活動を繰り返す。
ヘルムート・ジモ / バロン・ジモ
演 - ダニエル・ブリュール、日本語吹替 - 内田夕夜
かつてアベンジャーズ解散のきっかけを作った黒幕であるソコヴィア人の男。元王族で男爵の称号を持ち、ドイツの刑務所で収監中の身であったにもかかわらず、未だに裕福な資産を有する。独自の思想でヒーローたちのような超人を憎悪し、ヒドラ関係者ではないもののヒドラや裏の世界に精通していることから、脱獄してサムとバッキーに同行することとなる。

### サブキャスト・ゲスト
スティーブ・ロジャース / キャプテン・アメリカ（初代）
声 - クリス・エヴァンス、日本語吹替 - 中村悠一
アベンジャーズの共同リーダーを務める、第二次世界大戦末期に母国アメリカを救って消息を絶ち、70年後の現代で蘇った伝説の超人兵士。
サノスとの最終決戦後に、親友兼相棒だったサムにトレードマークの盾を授ける。本作では直接の登場は無いが、その存在はサムとバッキーに大きな影響を与え続けている。第1話の序盤で声のみ出演。
ホアキン・トレス
演 - ダニー・ラミレス、日本語吹替 - 布施川一寛
サムの友人にして協力者である、アメリカ空軍情報将校中尉。LAFやフラッグ・スマッシャーズとの戦いに挑むサムをサポートする。
ジョルジュ・バトロック
演 - ジョルジュ・サンピエール、日本語吹替 - 山岸治雄
かつてスティーブと戦闘を繰り広げた末に逮捕された、フランス系アルジェリア人の傭兵。本作では犯罪グループLAFのリーダーとして登場し、サムと激闘を展開する。
ヴァッサン
演 - マイルズ・ブリュー
アメリカ空軍大尉。バトロックに捕われるが、サムの活躍によって救出される。
ジェームズ・“ローディ”・ローズ / ウォーマシン
演 - ドン・チードル、日本語吹替 - 目黒光祐
アメリカ空軍大佐で、“ウォーマシン・アーマー”を身にまとうアベンジャーズの一員。トニー・スタークの親友兼相棒でもある。サムによるキャプテン・アメリカの盾の寄贈式に出席し、彼と交流する。
クリスティーナ・レイナー
演 - エイミー・アキノ、日本語吹替 - 幸田直子
バッキーのセラピーを担当するカウンセラー。
ヨリ・ナカジマ
演 - ケン・タケモト、日本語吹替 - 佐々木省三
ブルックリンのアパートの一室に1人で暮らす日系アメリカ人の老人。バッキーの隣人でもあり、息子のRJをウィンター・ソルジャーだった頃のバッキーによって殺されてしまった過去を持つ。
リー
演 - 石川美紀、日本語吹替 - 生天目仁美
バッキーとヨリが訪れた寿司屋で働く女性。
サラ・ウィルソン
演 - アデペロ・オデュイエ、日本語吹替 - 志田有彩
デラクロワでウィルソン家の漁業を営むサムの姉。サムが消滅していたザ・ブリップの5年間に、女手一つで家業を維持しながらウィルソン家の家業である漁船を守りつつ、2人の息子たちも育ててきた。
オリヴィア・ウォーカー
演 - ガヴリエル・ビンドロス、日本語吹替 - 平野夏那子
ジョン・ウォーカーの妻。
レマー・ホスキンス / バトルスター
演 - クレ・ベネット、日本語吹替 - 武田太一
ジョン・ウォーカーの親友兼相棒にして、“バトルスター”のコードネームを持つアメリカ陸軍の曹長。キャプテン・アメリカとなったウォーカーを理解者として支える。
ドヴィッチ
演 - デズモンド・チアム、日本語吹替 - 福田賢二
フラッグ・スマッシャーズの一員である、屈強な長髪の青年。
ジジ
演 - ダニ・ディーテ
フラッグ・スマッシャーズの一員の女性。
ディーディー
演 - インディア・ビュジー
フラッグ・スマッシャーズの一員の女性。
レノックス
演 - レネス・リベラ
フラッグ・スマッシャーズの一員である坊主頭の巨漢。
ディエゴ
演 - タイラー・ディーン・フローレス
フラッグ・スマッシャーズの一員である男性。
ニコ
演 - ノア・ミルズ
フラッグ・スマッシャーズの一員である男性。
マシアス
演 - ネス・バウティスタ
フラッグ・スマッシャーズの一員の男性。
イザイア・ブラッドリー
演 - カール・ランブリー、日本語吹替 - 宝亀克寿
ボルチモアで隠遁生活を送る高齢の黒人男性。朝鮮戦争で、アメリカ軍の超人兵士としてバッキー/ウィンター・ソルジャーと戦い圧倒した過去があるが、その存在は、人種差別的な背景により歴史から抹消されている。
イーライ・ブラッドリー
演 - イライジャ・リチャードソン
イザイアの孫であるティーンエイジャーの少年。
ルディ
演 - ニール・コディンスキー、日本語吹替 - 山岸治雄
フラッグ・スマッシャーズを支持するミュンヘンに住む男性。
セルビー
演 - イメルダ・コーコラン
マドリプールにある“ブラスモンキー・サルーン”のオーナーを務める故買屋。
ウィルフレッド・ネイゲル
演 - オリー・ハスキヴィ、日本語吹替 - 佐藤美一
マドリプールで超人血清を再生産した科学者。
エズニック
演 - ニコラス・プライア
ジモに仕える老執事。再会した主のマドリプールやリガへの道中に自家用ジェットで随伴する。
ドンニャ・マダーニ
演 - ベロニカ・ファルコン
難民となった人々のコミュニティの中心人物だった女性で、カーリの養母。
アヨ
演 - フローレンス・カサンバ、日本語吹替 - 織部ゆかり
ワカンダの親衛隊ドーラ・ミラージュの隊員の一人。かつてバッキーの洗脳を解く手助けをしていた。脱獄したジモを追って、バッキーたちに彼の身柄引き渡しを求める。
ヴァレンティーナ・アレグラ・デ・フォンテーヌ
演 - ジュリア・ルイス＝ドレイファス、日本語吹替 - 藤貴子
“ヴァル”のニックネームを名乗る謎の伯爵夫人。キャプテン・アメリカの資格剥奪と不名誉除隊を言い渡されて落胆するウォーカーに接触する。
アイラ・ペレス
演 - ジェーン・ルンバウア
GRCのフィリピン代表女性議員。ヘリの操縦経験がある

## エピソード
| 通算 話数 | タイトル                                          | 監督               | 脚本                                    | 公開日        |
| --------- | ------------------------------------------------- | ------------------ | --------------------------------------- | ------------- |
| 1         | "新たなる世界秩序" "New World Order"              | カリ・スコグランド | マルコム・スペルマン                    | 2021年3月19日 |
| 2         | "星条旗を背負う者" "The Star-Spangled Man"        | カリ・スコグランド | マイケル・カステライン                  | 2021年3月26日 |
| 3         | "パワー・ブローカー" "Power Broker"               | カリ・スコグランド | デレク・コルスタット                    | 2021年4月2日  |
| 4         | "世界注視の中で" "The Whole World Is Watching"    | カリ・スコグランド | デレク・コルスタット                    | 2021年4月9日  |
| 5         | "真実" "Truth"                                    | カリ・スコグランド | ダラン・ムッソン                        | 2021年4月16日 |
| 6         | "世界はひとつ、人はひとつ" One World, One People" | カリ・スコグランド | マルコム・スペルマン ジョセフ・ソーヤー | 2021年4月23日 |

## 設定・用語

### ツール・アイテム
キャプテン・アメリカの盾
“キャプテン・アメリカ”の名を冠するヒーローのトレードマークである円盾。本作ではキーアイテムとなり、キャプテン・アメリカとなったウォーカーやサムに用いられる。
ファルコンの装備
高性能ウィング・パックの“EXO-7ファルコン （マーク3及びワカンダ製）”、“スマート・ゴーグル”、“レッドウィング”などを装備・駆使する。

ウィンター・ソルジャーの装備
左義手の“サイバネティック・アーム（ワカンダ製）”や専用のユニフォーム、SIG SAUER P226 SCTを装備・駆使する。

ジョン・ウォーカーの装備
専用のユニフォームや、STI Perfect 10、自作の盾を装備・駆使する。

超人血清
ネイゲルによって再現された人体強化用の薬品。 完成した20人分の血清がフラッグ・スマッシャーズの主要メンバーに投与されると、余ったアンプル数本分の血清はカーリらに奪われる。
キモヨ・ビーズ
ワカンダの国民がブレスレットとして片腕にはめているヴィブラニウム製の数珠玉。アヨがバッキーを呼び寄せるために、リガの町中に2個分巻く。
ヴィブラニウム・スピア
アヨたちドーラ・ミラージュの隊員の主武装である長槍。
発煙弾
バトロックがフラッグ・スマッシャーズに提供した掌大の球状手投げ弾。
特殊電子錠
バトロックがフラッグ・スマッシャーズに提供した円形の電子ロック装置。

### 組織・非合法勢力
GRC
ザ・ブリップ後に設立された国際機関。正式名称は“Global Repatriation Council”（世界再定住評議会）。「復帰（Reset）、復興（Restore）、復元（Rebuild）」というスローガンを掲げ、デシメーションから戻った30億近くの難民の市民権・社会保障・保健医療の復活を目的とし、家庭や仕事への復帰及び法律や国境への順応をサポートさせ、そのための財源や物資の管理も行って、様変わりした世界のスムーズな活性化を目指している。
LAF
パワー・ブローカーによって脱獄したバトロックが属する一味。
フラッグ・スマッシャーズ
カーリ率いるテロリスト集団。冷遇されている難民たちを救うために物資強奪のテロ攻撃を次々と行い、世の中をザ・ブリップの頃の国境なき世界に「正常回復」させることを目的とする。

### 国家・地域・施設

#### アメリカ合衆国
スミソニアン博物館
ワシントンD.C.のナショナル・モールにある博物館。サムによるキャプテンの盾の寄贈式が開かれる。
ニューヨーク州
GRC会議場
ニューヨーク都市圏の超高層ビルの中に構えられたGRCの会議場。
ブライアント・パーク
マンハッタンにある公園。カーリらがGRCの区画法令の採決阻止のために、バトロックや支持者たちとここで合流する。
ブルックリン
ニューヨークの主要区の一つ。本作でバッキーは、ヨリへの贖罪のために、故郷であるこの区の一角に住んでいる。
ボルチモア
メリーランド州の独立市。ここの貧民区でイザイアが孫のイライジャと生活しており、後に彼の家に来訪して追い出されたサムとバッキーが、イザイアについて口論し、警察沙汰になりかけてしまう。
デラクロワ
ウィルソン姉弟の実家があるルイジアナ州の町。亡くなった漁師夫婦であるポールとダーリーンがこの町にずっと尽くしてきたことから、夫婦を両親に持つウィルソン姉弟は多くの人々に親しまれている。
本作でサムは、ここの実家に帰省して姉と甥2人を支えながら暮らしており、物語のラストでは、サムの“キャプテン・アメリカ”襲名を祝うバーベキューパーティーが町全体で開かれる。
ポール&ダーリーン号（Paul & Darlene）
ウィルソン一家の漁船。ブリッジに一家の写真が多数貼り付けられているほど、ウィルソン姉弟の大切な思い出の船であるが、現在においてはまともに航行することができないほど老朽化しており、ウィルソン家の家計問題から直接修理する資金もままならず、デラクロワの漁港に長く係留された状態となっている。
サラは5年間の無収入で家計が逼迫したことからこの船を担保にかけようと苦渋の決断を下していたが、サムの熱意に心を打たれて断念。そしてサムは、町の人々に資金集めを呼びかけ、この船の修理をバッキーと行った。劇中でこの船が完全に修理されて起動する描写は無かったものの、船の修理作業はサムとバッキーの信頼関係を深める一端となる。
カスターズ・グローブ高校
ジョージア州にあるジョン・ウォーカーの母校。

#### インドネシア
マドリプール（Madripoor）
1800年代に海賊の巣窟だったというインドネシア諸島の都市。ハイタウンとロータウンという2つの区では、市民の経済的不平等や都市環境の違いが目に見えるほどの二極化した格差社会が形成されており、アメリカとの引き渡し協定にも応じておらず「薬物の匂いが街の匂い」と言われるなど、文字通りの無法地帯である。
超人血清の手がかりを求めて、サム・バッキー・ジモの3人がこの都市に来訪する。
ハイタウン（Hightown）
シャロン/パワー・ブローカーをはじめとする上流層が住む地区。劇中ではナイトクラブや、盗難・売買された贋作の美術品が飾られたシャロンの邸宅が登場し、前者ではジモがぎこちなくダンスを踊る様子が描写され、後者にはシャロンがお尋ね者になったサムたちを一時的に匿う。
ロータウン（Lowtown）
下流層及びマフィアやギャング、殺し屋に賞金稼ぎまでが跳梁跋扈しているスラム街。車道には改造バイクを走らせる暴走族のような集団が横行し、街中には日本語の光るネオンや様々な言語の看板、「POWER BROKER IS WATCHING（“パワー・ブローカー”が見ている）」という落書きなどが入り混じっており、市内でルールを破った輩は、無法者らにすぐさま懸賞金をかけられて指名手配され、見つかり次第町ぐるみで襲われてしまう。
ここの酒場である“ブラスモンキー・サルーン（Brass Monkey Saloon）”で、“スマイリング・タイガー”に扮したサムは蛇酒を飲む羽目になり、バッキーもジモの用心棒役としてパワー・ブローカーの取り巻きと乱闘させられた末に、面会したセルビーからネイゲルの情報を得るも、セルビーを殺した濡れ衣を着せられ、3人揃ってお尋ね者になり、賞金稼ぎらに追われることとなってしまう。
コンテナヤード
マドリプールの海上コンテナ集積場。ここに立ち並ぶコンテナの一つに、ネイゲルが超人血清開発を行うラボが構えられており、コンテナ内の隠し扉が入り口となっている。
シャロンの直接協力を得てここにやって来たサムたちは、ネイゲルのラボに足を踏み入れ、尋問によって血清に関する情報を聞き出し、その間にシャロンがサムたちの命を狙う賞金稼ぎらに応戦するが、ジモによってネイゲルは射殺され、賞金稼ぎの擲弾攻撃でラボのコンテナも爆破された。そして賞金稼ぎらの銃撃に追い込まれかけたところをジモに救われたサムたちは、マドリプールを後にする。

#### ラトビア・リガ
GRC再定住キャンプ
町中の廃墟に構えられた難民収容施設。
ジモのセカンドハウス
23番地にあるマンション。フラッグ・スマッシャーズを追って、サムとバッキーと共にリガに来たジモは、このマンションを拠点として提供する。

#### リトアニア
物資供給基地
ヴィリニュスにある難民支援のための物資が備蓄された施設。

#### ドイツ
ベルリン
ドイツの首都。ここの刑務所にジモが収監されていたが、面会したバッキーの手引きで脱獄する。
ミュンヘン
バイエルン州にある州都。フラッグ・スマッシャーズは奪った資材を積んだトラックをここの山間道路に走らせると、追って来たサムとバッキーや、ウォーカー&レマーとの初戦をトラックのコンテナの上で繰り広げ、双方のペアを撃退する。

#### スイス
ガゼル・バンク（Gasel Bank）
チューリッヒの街中にある銀行。フラッグ・スマッシャーズは、夜の時間帯に多数の支持者たちを銀行周辺に散在させて大金を強奪する大掛かりな銀行強盗を実行。ここに潜入捜査していたトレスは、ドヴィッチの反撃で負傷する。

#### スロバキア
ブラチスラヴァ
スロバキアの首都。ルディの下を後にしたフラッグ・スマッシャーズは、ここの飛行場で物資を飛行機へと積み替えるも、マティアスがカーリらを離陸させるために、パワー・ブローカーの命を受けた追手を足止めした末に射殺される。

#### ソコヴィア
東欧の小国で、ジモの出身国。かつてアベンジャーズとウルトロンの戦いの一件で、国家自体が疲弊して周辺諸国に侵入・吸収され、現代においては国名すら存在していない。

#### チュニジア
北アフリカの国家。物語本編の序盤で、本国領空と岩山一帯がサムとバトロック率いるLAFの壮絶なドッグファイトの舞台となる。

#### ワカンダ
アフリカの中央に位置する、超文明国家。バッキーとアヨの回想シーンにのみ登場する。

#### 大西洋
ラフト刑務所
かつてアベンジャーズの内乱で、スティーブに加担したサム達が収監されていた海中に位置する刑務所として機能する潜水艇。

## 制作
2018年9月に、マーベル・スタジオは、ウィルソンやバーンズといったMCU映画のサポートキャラクターを中心に、Disney+向けに多数のリミテッドシリーズを開発していることが報じられた。この新しいシリーズ展開は2019年後半の立ち上げを目指していることも伝えられた。
原案のマルコム・スペルマンが2018年10月に採用されたことが判明。2019年4月に制作が決定し、翌月にはスコグランドが監督に採用された。撮影は2019年10月にジョージア州アトランタで始まり、2020年3月にチェコ共和国に移動した。新型コロナウイルスのパンデミックのために制作は中断されたが、9月にアトランタで再開され、10月にチェコ共和国で終了した。

## 公開
2020年8月に配信開始予定だったが、前述の撮影中断の影響もあり、延期された。その後、2020年12月11日にシリーズ初回の全米配信日が2021年3月19日に決定し、日本でも同日からの配信が決定した。

## 評価
レビュー・アグリゲーターのRotten Tomatoesでは330件のレビューで支持率は87%、平均点は7.35/10となった。Metacriticでは32件のレビューを基に加重平均値が74/100となった。